# Фрозолоне
Фрозолоне (італ. Frosolone) — муніципалітет в Італії, у регіоні Молізе,  провінція Ізернія.
Фрозолоне розташоване на відстані близько 170 км на схід від Рима, 19 км на захід від Кампобассо, 18 км на схід від Ізернії.
Населення — 3185 осіб (2014).

## Демографія
Населення за роками:

Станом на 1 січня 2023 року в муніципалітеті офіційно проживали 42 іноземці з 16 країн, серед них 16 громадян країн Євросоюзу.

## Сусідні муніципалітети
- Карпіноне
- Казальчипрано
- Чивітанова-дель-Санніо
- Дуронья
- Макк'ягодена
- Молізе
- Сант'Елена-Санніта
- Сессано-дель-Молізе
- Торелла-дель-Санніо